# Свидетель (телефильм)
Трагедия разворачивается в «Свидетеле», лучшем и недооценённом фильме В. Рыбарева.
Драматическую контрастность образуют три ракурса правды, открывшейся главному герою, — жизнь в детдоме, страшные видения во сне, суд над предателями, когда раскрываются леденящие душу преступления.
На ТВ высокий критерий задал телефильм «Свидетель». Фильм не похож ни на что виденное ранее на ТВ. ... Мы впервые увидели такой детский дом и т а к и х предателей.
«Свидетель» — советский двухсерийный телефильм 1985 года режиссёра Валерия Рыбарева, снятый по мотивам повести Виктора Козько «Судный день», основанной на реальных событиях. Лучший телефильм 1986 года по решению XII Всесоюзного фестиваля телевизионных фильмов.

## Сюжет
1950-е годы, Белоруссия. Весна. В обычном детском доме готовится выпуск выпускников, среди которых и Коля Летечка — простой, но справедливый мальчишка, вступающий в возраст зрелости, надежд и любви — он влюблён в одноклассницу Лену Лозу и мечтает о танце с ней на выпускном.
Он не знает своего настоящего имени, не помнит родных, и не знает даже сколько ему точно лет. Его фамилия происходит от слова «лето» — времени когда в первые послевоенные годы его привезли в детдом. Его и ещё нескольких привезённых тогда вместе с ним воспитанников отличают лишь частые ночные кошмары и наличие какой-то непонятной болезни, от которой некоторые уже умерли.
В историю любви, протекающую в сложных детдомовских буднях, стычках с одноклассниками и руководством детдома, вплетается эхо войны.
О войне он не помнит, но спустя годы война догоняет его — приезд военного следователя, просящего рассказать о том, что с ним было в войну, наводит Летечку на мысль, что он имеет отношение к проводимому в городе суду над карателями. Он начинает ходить на заседания суда.
На очередном заседании суда бывший полицай из белорусских коллаборационистов даёт показания об одной из рядовых «акций» карателей с массовым расстрелом жителей деревни, но с одной особенностью — тогда в мае 1944-го оккупанты оставили в живых детей, отобрав их у матерей: «Родителей, матерей в яме постреляли. А детей в грузовую сажали…».
И Коле Летечке приходит осознание реальности кошмарных видений… он вспоминает концлагерь для детей — «киндерхайм», где оккупанты брали у детей кровь для солдат райха и проводили над детьми медицинские исследования, держа их в тёмной избе-сарае с кучами грязной соломы — которую тайком голодные дети и ели.
А когда одна из свидетельниц на вопрос судьи сколько было детей, говорит, что около пятидесяти и начинает перечислять фамилии — Летечка понимает, что свои настоящие имя и фамилию он уже никогда не узнает и живых родных у него нет… оккупанты отняли у него не только запасы крови, а с ней и здоровье, но и кровное родство.
Взрослым он даже в воспоминаниях не может пройти то нечеловечески страшное, что довелось ему пережить не понимавшим происходящего малышом. Выйдя из суда, он падает в обморок.
Титры в конце: «Коля Летечка умер осенью. Лена окончила пединститут, живёт на Севере, вышла замуж, у неё двое детей». Последние кадры фильма — не случившийся танец Коли и Лены.

## В ролях
В главных ролях:
- Михаил Гилевич — Коля Летечка
- Светлана Копылова — Лена Лоза
- Константин Демидов — Васька
- Нина Усатова — директор детдома
- Лариса Соловьёва — Вера Константиновна, завуч детдома
- Виктор Гоголев — дед Захарий, сторож детдома

В остальных ролях:
- Эмилия Савельева — Маруся
- Диана Иванова — Ядька
- Иван Герасевич — Редько, каратель
- Игорь Неупокоев — Хацкевич, каратель
- Олег Фёдоров — Мишуков, каратель
- И. Кочерга — Тупик, каратель
- Юрий Казючиц — Азанович, каратель
- Валентина Березуцкая — сестра-хозяйка
- Бронислава Захарова — свидетельница
- Светлана Гайтан — свидетельница
- Елена Кузьмина — свидетельница
- Юзефа Саевич — Ведёрко, свидетельница
- Валентина Смирнова — Галина Иосифовна, свидетельница
- Виталий Котовицкий — эпизод

## Основа фильма
«Судный день» — самая сильная и самая страшная повесть Козько.
Фильм снят по мотивам повести Виктора Козько «Судный день». Повесть написана в 1977 году, опубликована в журнале «Дружба народов», через год отмечена Государственной премией Белорусской ССР имени Якуба Коласа.
В повести отражены факты личной биографии писателя — в годы войны он ребёнком прошёл концлагерь Озаричи, остался сиротой, после войны попал в детский дом на Гомельщине. В интервью автор рассказал о лёгших в основу событиях, случившихся с ним и его другом по Хойникскому детдому Василием Дятловым, мать которого немцы убили когда она, не желая его отдавать, закрыла его собой, а сестру уже в лагере на его глазах затравили собаками.
Поводом к написанию повести стал случай на суде, проходившем в 1963 году в Доме культуры в Хойниках (пятеро полицейских-карателей не выдуманы, хотя автор не стал указывать их настоящие фамилии, как не выдуман и эпизод с дедом, который, забравшись на козырёк, поджидал, когда привезут в суд карателей). Тогда писателя поразило внезапное признание одного из подсудимых, как в ходе одной из карательных акций они «для разрядки» расстреляли из пулемёта детей. На вопрос судьи, зачем он это рассказал, тот ответил: «Я не хочу нести это с собой в могилу»:

Этого нет в повести. Но я все время помнил об этом случае в суде, когда писал. Я помнил о своей сестре, которой было два года, когда убили нашу мать, и она, сестра, отползла от мертвой матери под печь и замерзла там. И её слезы примерзли к лицу. … Не страдания — главная тема и идея «Судного дня», а приговор фашизму.
 
Они не могли в годы войны быть героями — ни Летечка, ни Козел, ни Марусевич, им было тогда, как и Васе Дятлову, по четыре-пять лет, но и они своей преждевременной смертью обнажили звериное нутро фашизма. Не выдумка Летечка и его судьба, не выдумка Козел и Марусевич. Они жили на свете, мало, тяжело, но жили. Может, немного не так, как это показано в повести, может, у них были другие фамилии и имена, но они мне увиделись такими. Такими я их видел перед собой пятнадцать лет — покуда вынашивалась, созревала во мне повесть.— Виктор Козько
Работа над повестью тяжело далась писателю — от последних страниц его увезла «скорая помощь», на месяц он был госпитализирован, перенёс две операции:

Заканчивал я «Судный день». Сидеть уже не мог. То стоял, то падал на четвереньки над листами бумаги. Напряжение было невыносимое. Сам материал меня сжигал.— Виктор Козько
Хотя сценаристы фильма незначительно отступили от оригинала, однако, замечено, что фильм существенно отличается от повести.
Показания карателей в фильме — документальные факты, взятые из протоколов допросов. При этом значительная работа над сценарием велась режиссёром, который по-своему, в ночь перед съёмкой, переписывал монологи уже готового сценария, так что сценарист Павел Финн даже хотел снять свою фамилию с титров, но не столько от возмущения, сколько от восхищения снятыми сценами допросов предателей-белорусов, служивших в зондеркомандах:

По самым что ни на есть реальным материалам следствия, немного стилизуя, но и сохраняя подлинные тексты допросов, я смонтировал монологи бывших зондеркомандовцев на процессе. Всё должны были разыграть актёры, в основном непрофессиональные. Смотрим материал. И у меня, написавшего эти монологи, — абсолютное впечатление: Рыбарев снял живых, реальных — кающихся — преступников. Так же и сцены облав на детей — абсолютный — голографический — эффект документа у абсолютно «художественного» кино. Мастер!— сценарист фильма Павел Финн

## Съёмки
Место съёмок — город Дисна и Поречье.
Свидетели в сцене суда настоящие — это не актёры, а сельские жители, которые на самом деле видели зверства фашистов — режиссёр настоял на их участии в сценах дачи показаний, чтобы можно было поверить правде лиц и чувств.

Достоверность — основа картин Рыбарева. … в сцене суда над карателями в «Свидетеле», попробуйте там отличить актёров от неактёров.— Советский экран, 1988

Высокое мастерство режиссера проявляется, в частности, в том, что исполнение ролей непрофессионалами почти не отличается от работ профессиональных актеров.— киновед А. В. Красинский, заведующий сектором кино и телевидения Института искусствоведения, этнографии и фольклора АН БССР, 1988 год
В целях документальности фильм не был озвучен — использована чистовая фонограмма:

Тема человека в историческом контексте в телефильме «Свидетель» связана с поисками предельной визуальной и аудиальной достоверности. В отечественном кинематографе это редкий случай органичного соединения игровых сцен с документальными. В этом немаловажную роль сыграла культура чистовой фонограммы, сохраняющей естественное звучание голосов, шумов, непосредственность и неповторимость речевой интонации. … Звукорежиссер Виктор Морс создал в фильме особое звуковое пространство. В этом пространстве есть акустическая и смысловая глубина и емкость, звуки существуют как бы на крупном, среднем и общем планах, сменяются наплывами, смешиваются с речью.
— киновед и музыковед А. А. Карпилова, заведующая отдела экранных искусств ИИЭФ НАН Беларуси, 2010 год

## Критика
Отмечено, что опыт полученный при работе над документальными фильмами позволил режиссёру образно подать конкретный жизненный материал, сохранив чувство абсолютной достоверности и в художественном фильме, не растворить в стилистике позицию, особенно в сценах суда, поставленных и снятых с укрупнением смысловых акцентов.

На ТВ высокий критерий задал телефильм «Свидетель» по роману В. Козько «Судный день». Фильм не похож ни на что виденное ранее на ТВ. Почти до середины второй серии две полноводные темы текут как бы параллельно, не соединяясь и почти не пересекаясь. Нам предлагают всмотреться в каждый из потоков, всмотреться неспешно, войти, вжиться, понять… Самим… Никакой режиссерско-сценарной объяснительно-намекающей суеты. Вот детдом. Вот следствие. Дети и предатели. Тут драмы и там драмы. Детские драмы вызывают сопереживание, сострадание, понимание. Драма предателей — недоумение, омерзение, презрение. Такая режиссерская независимость стоит дорогого. Она рождена уважением к ТВ. Ведь таким фильмом не заинтересуешься, на миг оторвавшись от домашней суеты и бросив проверочный взгляд на экран. Смотрение фильма требует внимания, со работы с создателями фильма, то есть, культуры. Мы впервые увидели такой детский дом и т а к и х предателей. — журнал «Телевидение и радиовещание», 1987 год

Точно воссоздаваемая реальность в «Свидетеле» пропускается через видение, ощущение, восприятие персонажа, выступающего «доверенным лицом» авторов и одновременно объектом их внимания (мальчик из «чрева войны»). В. Рыбарев в литературе ищет идейно-драматическую основу, но он создает экранное по характеру видения и поэтике киноязыка произведение. Ради обстоятельного исследования конфликтов и характеров режиссер не торопит киноповествование, хочет, чтобы мы его поняли, размышляли вместе с ним. Для этого используется строго продуманная кинематографическая образность, активная по отношению к заключенному в кадрах содержанию.
— Александр Станюта, журнал «Неман», 1987

Образное решение картины в целом отмечено органическим единством, верностью правде жизни, искренностью интонаций. Точным, психологически достоверным стал образ-портрет Кольки Летечки, динамичный, полный жизни. Как маленькая сюита воспринимается богатая по палитре и движениям чувств серия портретов Лены Лозы. В фильме «Свидетель» продолжено освоение поэтики документализма. Авторы избегали открытой метафоричности, подчёркнутой поэтичности, лирической экспрессии. Художественная сила картины проявилась в мере жизненной правды — в правдивости образов персонажей, достоверности пространства и времени, выверенности мизансцен, простоте и впечатляемости массовых сцен. Эта лента приблизила к зрителю трагическое время Великой Отечественной войны, особенно трагедию детства.— киновед А. В. Красинский, заведующий сектором кино и телевидения Института искусствоведения, этнографии и фольклора АН БССР, 1988 год

Трагедия разворачивается в «Свидетеле», лучшем и недооценённом фильме Валерия Рыбарева. Фильм снят в эстетике гиперреализма. Подробная проработка второго плана, незатёртые актерские лица в кадре, нервная камера, которая то кружит, цепляя взглядом вроде бы случайные детали, то замирает в напряженной статике. По всем приметам — ретро, но это ретро, из которого вытравили ностальгию и оставили боль.— киновед Любовь Аркус, 2001 год
Как критики, так и авторы фильма, считали фильмы режиссёра «Чужая вотчина», «Свидетель» и «Меня зовут Арлекино» своеобразной трилогией, при этом у фильмов «Свидетель» и «Меня зовут Арлекино» совпадают места съемок, а также исполнительница роли девушки главного героя, которую в обоих фильмах зовут Лена — актриса Светлана Копылова. Для неё, студентки второго курса ВГИКа, роль в фильме «Свидетель» стала дебютом.

## Награды
На XII Всесоюзном фестивале в Минске телефильм «Свидетель» удостоен второго приза и премии (большой приз и первая премия не присуждались) в разделе художественных фильмов.